# St. Stephan (Stefansberg)

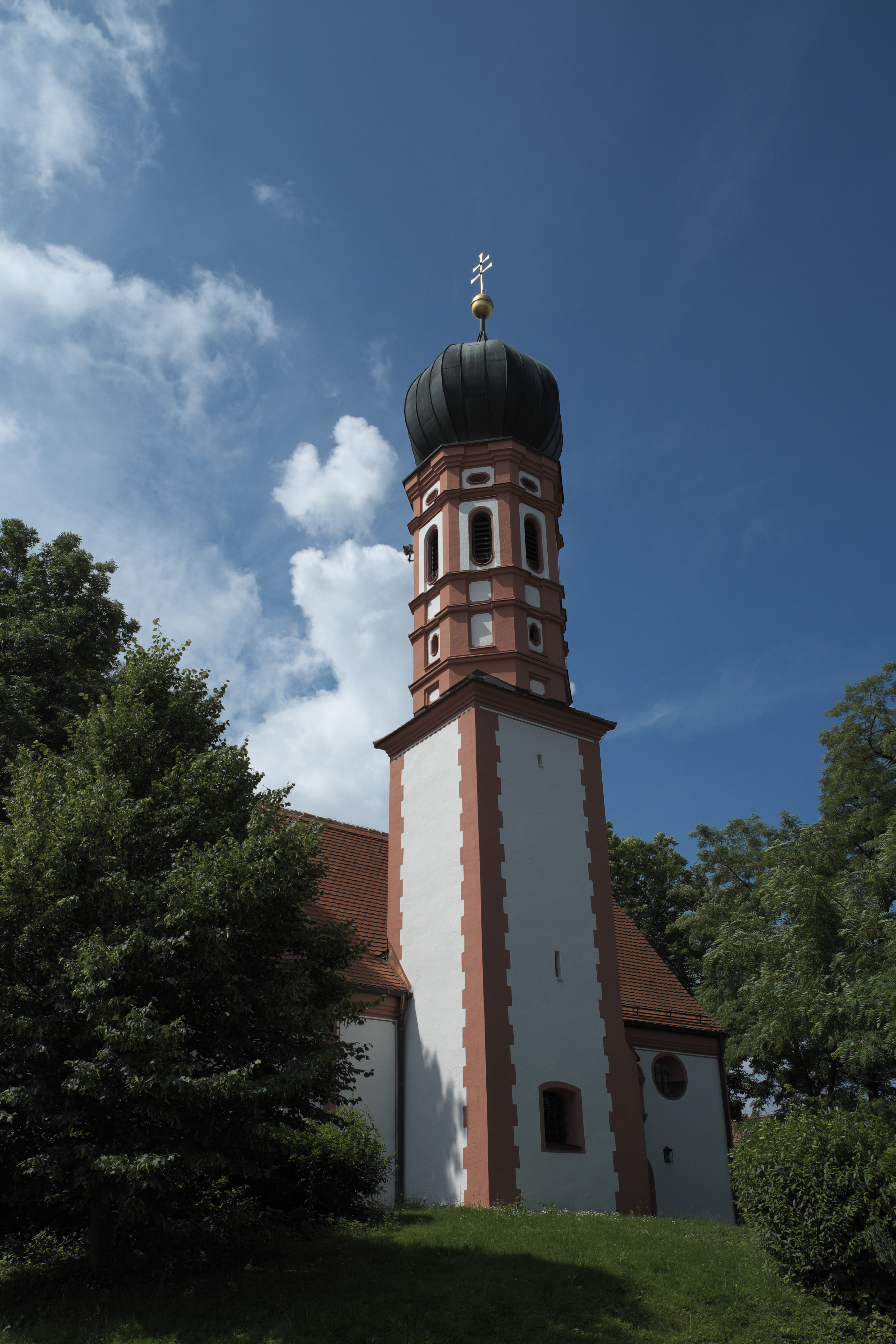
Kirche St. Stephan in Stefansberg

Die katholische Filialkirche St. Stephan in Stefansberg, einem Gemeindeteil von Maisach im oberbayerischen Landkreis Fürstenfeldbruck, wurde Anfang des 16. Jahrhunderts errichtet und im 17. Jahrhundert verändert. Die Kirche an der Stefanusstraße 16, die dem heiligen Stephanus geweiht wurde, ist ein geschütztes Baudenkmal.
Der spätgotische Saalbau mit Flachdecke besitzt noch den polygonalen Chor der ehemaligen Chorturmanlage. Der Turm wurde 1694 aufgestockt. 
Die Ausstattung besteht aus einem barocken Altar.